# آن سوی دریای خشمگین
در آن سوی دریای خشمگین (چینی: 涉过愤怒的海) (به انگلیسی: :Across the Furiou Sea) یک فیلم جنایی درام (فیلم و تلویزیون) محصول ۲۰۲۳ چین است. به کارگردانی و نویسندگی مشترک کائو بائوپینگ، و با بازی هوانگ جو و ژوسون.این فیلم برگرفته از رمانی به همین نام اثر لائو هوانگ است که در "ماهنامه داستانی" منتشر شده است. این آخرین قسمت از "سه گانه سوزش سر دل" کائو پس از "بن بست" و "آبی کامل" است. و در ۲۵ نوامبر ۲۰۲۳ در چین اکران شد.

## طرح
جین (هوانگ بو)، که کاپیتان یک کشتی ماهیگیری چینی است، مطلع می شود که دخترش نانا (ژو یران) هنگام تحصیل در دانشگاه کیوتو ناپدید شده است. او به کیوتو می رود و سعی می کند از دوست پسر نانا، میائومیائو (ژانگ یوهائو) سوال کند، اما دومی از او طفره می رود و به چین پرواز می کند. جسد نانا کشف می‌شود و کالبد شکافی اولیه به این نتیجه می‌رسد که او مورد تجاوز گروهی قرار گرفته و هفده ضربه چاقو غیرکشنده‌ای خورده است و پس از آن به آرامی خونریزی کرده و جان خود را از دست داده است. جین به چین برمی‌گردد و به عمارت پدر میائومیائو نفوذ می‌کند، اما پدر میائومیائو می‌گوید که مکان میائومیائو را نمی‌داند.  جینگ (ژو ژون)، مادر میائومیائو، که از شوهرش طلاق گرفته است، از آلمان به چین برمی‌گردد و با جین صحبت می‌کند. او از جین می‌خواهد تا سه روز از مداخله خودداری کند تا زمانی که میائومیائو را ردیابی کند و او را به پلیس تحویل دهد. با این حال، معلوم می شود که او دروغ می گوید. او میائومیائو را در خانه ای امن در جنگل پنهان کرده است و در تلاش است تا برای او ویزای آلمان بگیرد. پس از دریافت ویزا، او سعی می کند میائو را بازیابی کند، اما او به دلیل اعتیاد به به یک بازی مشترک کنوانسیون فرار کرده است. جین به دلیل نفوذ دستگیر می شود اما توسط افسر دلسوز (دای) آزاد می شود. جین به درستی حدس می‌زند که میائومیائو در کنفرانس خواهد بود، و او را روی پشت بام مرکز همایش تعقیب می‌کند، در نتیجه هر دوی آنها می‌افتند و روی مجسمه‌ای بادی فرود می‌آیند.  میائومیائو به عمارت پدرش برمی گردد و در طبقه بالا پنهان می شود. جین به زور وارد عمارت می شود، سعی می کند زیرزمین را جستجو کند و توسط جینگ که با پلیس تماس می گیرد در زیرزمین قفل می شود.‌ جینگ میائومیائو را با راننده خصوصی خود به فرودگاه می فرستد. دقایقی قبل از رسیدن پلیس، جین تلاش می‌کند تا با آتش‌سوزی از زیرزمین فرار کند و تقریباً از طریق استنشاق دود خود را می‌کشد و جینگ در آخرین لحظه نجات می‌دهد.
پلیس جین را دستگیر می‌کند و شروع به رانندگی به سمت ایستگاه می‌کند، اما جینگ به دلایل نامشخصی می‌خواهد پسرش را در فرودگاه ملاقات کند و با ماشین شاسی بلند خود در آن سمت رانندگی می‌کند.  ماشین پلیس تصمیم می گیرد به جای رفتن به ایستگاه، جینگ را دنبال کند. یک طوفان شدید رخ می دهد که منجر به برخورد بین ماشین پلیس، شاسی بلند جینگ، و ماشین حاوی میائومیائو و راننده می شود ، همه طرف ها به جز جین ناتوان هستند.  جین به ربودن میائومیائو ادامه می دهد. او بعداً دستگیر می شود اما از افشای مکان میائومیائو خودداری می کند. او از پلیس می خواهد که او را به مدت سه روز آزاد کند تا بتواند برای شرکت در مراسم خاکسپاری دخترش به کیوتو پرواز کند و پس از آن مکان میائومیائو را فاش خواهد کرد. افسر دای پیشنهاد او را مسخره می کند، اما جینگ می پذیرد و به پلیس می گوید که اگر پلیس او را آزاد نکند، علیه جین شهادت نخواهد داد. جین در کیوتو، سه دانش آموزی را که به نانا تجاوز گروهی کرده بودند، با استفاده از مدارکی که از تلفن میائومیائو گرفته بود، ردیابی می کند و آنها را می کشد یا به شدت مجروح می کند. پس از بازگشت به چین، جین با جینگ ملاقات می‌کند و شواهدی به او نشان می‌دهد که میائومیائو نانا را شلخته خطاب کرده و پس از اینکه او مورد تجاوز گروهی قرار گرفت، از او دوری می‌کند و به او می‌گوید که میائومیائو را قبلا کشته و جسد را رها کرده است. جینگ سعی می کند با راندن ماشین شاسی بلند خود به داخل دریا خود را بکشد اما توسط جین نجات می یابد. آن دو به تفاهم می رسند و جینگ از شهادت علیه جین امتناع می ورزد و به افسر (دای) چاره ای جز کنار گذاشتن اتهامات آدم ربایی نمی دهد.
جین متوجه می‌شود (احتمالاً از طریق جینگ) که پدر میائومیائو از میائومیائو به خاطر تصادفی که خواهر کوچک‌ترش را فلج کرده بود، رنجش می‌برد و همین اواخر، پس از بازگشت از ژاپن، میائومیائو با خواهرش شوخی کرد و باعث آسیب بیشتر شد. پلیس ژاپن تحقیقات خود را به پایان می رساند و به جین گزارش می دهد که ضربات چاقو نانا به خودی خود وارد شده است و او در طول چند ساعت در کنار تلفن خود بدون درخواست کمک، خونریزی کرده است.  دفتر خاطرات دیجیتالی نانا نشان می دهد که او حتی قبل از تجاوز گروهی به دلیل رابطه جنسی نامطلوب با یک مدیر فروشگاه مورد آزار و اذیت قرار گرفته است. توهین و طفره رفتن میائومیائو از او پس از اینکه از تجاوز گروهی رنج می برد، آخرین نیش بود که به تصمیم او برای کشتن خود منجر شد. جین به گذشته‌اش فکر می‌کند و متوجه می‌شود که نانا در یک وضعیت احساسی نادیده گرفته شده بزرگ شده است.  در صحنه پایانی، مشخص می شود که میائومیائو هنوز زنده است و در داخل یک فانوس دریایی زنجیر شده است. جین او را آزاد می کند و دیده می شود که با افسر دای تماس می گیرد. متن پایانی توضیح می‌دهد که جین به‌خاطر دزدی و آدم‌ربایی، میائومیائو به‌خاطر شوخی‌ای که باعث زخمی شدن خواهرش شد، و افسر دای به‌خاطر سوء مدیریت پرونده محکوم شد.  جین پس از گذراندن دوران محکومیت خود، کشتی ماهیگیری خود را می فروشد و درآمد حاصل از آن را به یک موسسه خیریه برای سلامت روان نوجوانان اهدا میکند.

## بازیگران
- هوانگ بو در نقش لائو جین (پدر جین لینا) * ژو ژون در نقش جینگ لان (مادر لی میائومیائو)
- زو فنگ در نقش لی لی (پدر لی میائومیائو)
- ژانگ یوهائو در نقش لی میائومیائو
- ژو یران در نقش جین لینا
- یان نی  در نقش گو هونگ
- یان بی در نقش دای ژن
- وانگ سان در نقش لائو شین
- سان آنکه در نقش شن شیائولین
- تسویوشی آبه به عنوان شیمازو
- کیرا شی در نقش وو ویوی
- تیزی تی در نقش پسر

## تولید

### پس زمینه
این فیلم از رمانی به همین نام لائو هوانگ اقتباس شده است که داستان انتقام دیوانه وار پدر پس از قتل دخترش را روایت می کند و قسمت سوم کائو بائوپینگ است.  سه گانه «سوزش سر دل» (灼心) به دنبال «بن بست» و کامل آبی است. این فیلم اولین همکاری بین ژوسون بود و هوانگ بو، که همچنین اتحاد مجدد کائو بائوپینگ و ژوسون پس از ۱۲ سال از "معادله عشق و مرگ" است.
فیلمبرداری در دالیان، لیائونینگ در ۸ ژوئیه ۲۰۱۹ انجام شد.
صحنه های آبی فیلم در مرکز تولید زیر آب واقع در شهرک صنعتی فیلم و تلویزیون متروپلیس فیلم شرقی فیلمبرداری شده است. در طول فیلمبرداری این صحنه ها، کارگردان از سه منظره یاب زیر آب برای مشاهده و انجام تنظیمات لازم در نماهای زیر آب استفاده کرد.
 در طول مراحل فیلمبرداری، هوانگ بو درگیر فیلمبرداری گسترده در دریا شد و تصویری را به تصویر کشید طیف وسیعی از نوسانات احساسی برای تجسم کامل نقش و غوطه ور شدن خود در شخصیت، قبل از فیلمبرداری از یک دهکده ماهیگیری در کنار دریا بازدید کرد و با کاپیتان های مختلف صحبت کرد در سفرهای ماهیگیری، و با تجهیزات کشتی آشنا شد.

## پذیرایی

### گیشه
«در سراسر دریای خشمگین» باکس آفیس موفقی بود و پس از اکران خود ثابت کرد که فیلمی محبوب است.
در ۲۵ نوامبر ۲۰۲۳، فیلم بیش از ۱۰۰ میلیون یوان فروش داشت. تا ۲۷ نوامبر، باکس آفیس از ۲۰۰ میلیون یوان  فراتر رفت. تا ۳۰ نوامبر، باکس آفیس فیلم به ۲۵۰ میلیون یوان رسید. تا ۲ دسامبر، مجموع باکس آفیس فیلم از ۳۲۰ میلیون یوان فراتر رفت. تا ۹ دسامبر، «آن سوی دریای خشمگین» به مدت ۱۵ روز اکران شده بود و مجموع باکس آفیس از ۵۰ میلیون یوان فراتر رفت. در ۲۱ دسامبر، «آن سوی دریای خشمگین» به فروش ۵۴۷ میلیون یوان یوان رسید و از مرز ۱۲.۹۲ میلیون پذیرش در باکس آفیس چین فراتر رفت و در زمان اکران در رتبه اول باکس آفیس قرار گرفت.